# Oskar Zawada
Oskar Zawada [ˈɔskar zaˈvada] (* 1. Februar 1996 in Olsztyn) ist ein polnischer Fußballspieler.

## Karriere

### Verein
Zawada hatte in der Jugend von Stomil Olsztyn mit dem Fußballspielen begonnen, bevor er im Sommer 2012 in das Nachwuchsleistungszentrum des VfL Wolfsburg wechselte. In der Saison 2012/13 spielte er mit der B-Jugend (U-17) in der B-Jugend-Bundesliga. Mit 19 Treffern in 19 Einsätzen wurde Zawada Torschützenkönig der Staffel Nord/Nordost. Zudem kam er bereits zu drei Einsätzen in der A-Jugend (U-19), die deutscher A-Jugend-Meister wurde. In der Saison 2013/14 spielte Zawada fest in der A-Jugend und erzielte in 21 Spielen 19 Treffer. Er kam auch zu ersten Einsätzen in der zweiten Herrenmannschaft in der viertklassigen Regionalliga Nord. Auch in der Saison 2014/15 konnte Zawada seine Torquote halten und kam auf 16 Treffer in 15 Einsätzen. Parallel kam er auf sieben Einsätze in der zweiten Mannschaft (ein Tor).
Nachdem Zawada bereits im Juli 2014 einen Profivertrag bis zum 30. Juni 2018 erhalten und die Jugendabteilung durchlaufen hatte, rückte er zur Saison 2015/16 in den Profikader auf. Spielpraxis sammelte er in der Hinrunde weiterhin in der zweiten Mannschaft, für die er in vier Spielen zwei Tore erzielte.
Im Februar 2016 wechselte Zawada bis zum Ende der Saison 2015/16 auf Leihbasis zum niederländischen Erstligisten FC Twente aus Enschede. Am 6. Februar 2016 debütierte er in der Eredivisie beim 3:1-Auswärtssieg gegen den SC Heerenveen, als er in der Nachspielzeit für Zakaria El Azzouzi eingewechselt wurde. Insgesamt kam Zawada während seines Gastspiels zu elf Ligaeinsätzen ohne eigenen Torerfolg.
Zur Saison 2016/17 kehrte Zawada zum VfL Wolfsburg zurück, gehörte aber nur noch dem Kader der Zweiten Mannschaft an.
Im Januar 2017 wechselte er zum Zweitligisten Karlsruher SC, bei dem er einen bis 2019 laufenden Vertrag unterzeichnete. Sein Debüt für den KSC gab er am 18. Spieltag, als er im Spiel gegen Arminia Bielefeld in der 89. Spielminute für Dimitris Diamantakos eingewechselt wurde. Seine ersten beiden Treffer für Karlsruhe erzielte er am 14. Mai 2017, dem 33. Spieltag, bei der 3:4-Niederlage gegen die SG Dynamo Dresden. Am Saisonende stieg er mit dem KSC in die dritte Liga ab.
Am 29. Dezember 2017 gab der Verein bekannt, dass Zawada zurück in die Heimat zum Erstligisten Wisła Płock wechselt. Im Winter 2020 wurde er bis zum Ende der Saison in den Ligakonkurrenten Arka Gdynia ausgeliehen. Nach Ablauf seines Vertrages in Plock unterschrieb Zawada in Czestochowa; danach ging er nach Südkorea. Von dort kehrte er Anfang 2022 wenige Monate in die Ekstraklasa zurück und spielte bei Stal Mielec. Im Sommer 2024 wechselte er zu Wellington Phoenix, bevor er 2024 einen Vertrag bei RKC Waalwijk unterzeichnete.
Im Sommer 2025 erfolgte ein Wechsel zum FC Groningen.

### Nationalmannschaft
Zawada war polnischer Jugendnationalspieler und durchlief ab der U-15 sämtliche Auswahlmannschaften.

## Titel und Erfolge
Titel
- Deutscher A-Jugend-Meister: 2013

Persönliche Auszeichnungen
- Torschützenkönig der B-Jugend-Bundesliga: 2013 (Staffel Nord/Nordost)